# La vita secondo Jim
La vita secondo Jim (According to Jim) è una sitcom statunitense prodotta dal 2001 al 2009.
Il protagonista della serie è l'attore James Belushi nei panni di Jim, un padre di famiglia immaturo e irresponsabile; secondo le intenzioni degli autori, il protagonista Jim è una sorta di personificazione di Homer Simpson.
La serie ha ottenuto 4 candidature ai Primetime Emmy Awards e 7 allo Young Artist Award.
La sitcom è stata trasmessa in prima visione negli Stati Uniti da ABC, mentre in Italia è stata trasmessa in chiaro da Italia 1 e sul satellite da Disney Channel e Fox. In Svizzera è stata trasmessa da RSI LA1.

## Trama
Chicago. Jim è un quarantenne, padre di famiglia, sposato con Cheryl e padre di tre bambini, le due femmine Ruby e Gracie e l'ultimo arrivato, il maschio Kyle. Jim ama la sua famiglia ma racchiude in sé gli stereotipi più enfatizzati dell'uomo pigro; spesso si dimostra immaturo e irresponsabile per la sua età, tanto da passare le sue giornate a oziare, cercando di trovare quanto prima il tempo di dedicarsi alle sue più grandi passioni, ovvero mangiare, bere con gli amici e suonare blues con la sua band. Proprio questo stile di vita lo porta spesso e volentieri a cacciarsi in qualche guaio o a combinare qualche pasticcio: è a questo punto che deve intervenire Cheryl, che in qualche modo riesce ogni volta a togliere il marito dai guai, e che trova sempre la forza di perdonarlo, nella vana speranza che prima o poi diventi maturo e responsabile.
A fare da contorno alle vicende di Jim e Cheryl ci sono Andy e Dana, rispettivamente fratello e sorella minore di Cheryl, in pratica una "ingombrante" presenza fissa in casa della coppia. Andy, che oltre a essere il migliore amico di Jim è anche suo collega di lavoro, spesso resta invischiato suo malgrado nei guai causati dal cognato; i suoi tentativi di risolvere la situazione, sovente, non fanno altro che peggiorarla irrimediabilmente. Jim è invece spesso criticato da Dana, che non lo ritiene all'altezza di Cheryl e non manca mai di farglielo notare e appena può non perde occasione di aiutare la sorella a smascherare i misfatti del marito.

## Episodi
La serie è andata in onda negli Stati Uniti a partire dal 3 ottobre 2001. Nel maggio del 2007 la serie, giunta alla sesta stagione, era stata cancellata, ma a fine giugno la ABC decise di ordinare una settima stagione di 18 episodi, riportando così la serie in vita, e confermandola, nel marzo del 2008, per una ottava stagione di 18 episodi. Nel dicembre dello stesso anno l'attore Larry Joe Campbell annunciò che la serie avrebbe avuto termine con l'ottava stagione, e che il 18º episodio sarebbe stato l'episodio finale della stagione e conclusivo dell'intera serie.
Sia James Belushi (Jim) che Kimberly Williams-Paisley (Dana) e Larry Joe Campbell (Andy) hanno diretto alcuni episodi della sitcom.
| Stagione         | Episodi | Prima TV originale | Prima TV Italia |
| ---------------- | ------- | ------------------ | --------------- |
| Prima stagione   | 22      | 2001-2002          | 2003            |
| Seconda stagione | 28      | 2002-2003          | 2003            |
| Terza stagione   | 29      | 2003-2004          | 2004            |
| Quarta stagione  | 27      | 2004-2005          | 2005            |
| Quinta stagione  | 22      | 2005-2006          | 2007            |
| Sesta stagione   | 18      | 2007               | 2007            |
| Settima stagione | 18      | 2008               | 2008            |
| Ottava stagione  | 18      | 2008-2009          | 2009            |

## Personaggi e interpreti
- James "Jim" (stagioni 1-8), interpretato da James Belushi, doppiato da Massimo Rossi.
È il protagonista della serie. Jim è un quarantenne insofferente alle regole e alle responsabilità, e proprio per questo finisce sempre per cacciarsi in qualche pasticcio. Ha una impresa di costruzioni – dove lavora con Andy, suo amico e cognato – ed è un appassionato di cibo, birra, sport e musica blues.
- Cheryl (stagioni 1-8), interpretata da Courtney Thorne-Smith, doppiata da Laura Boccanera.
È la moglie di Jim. Una bella donna e molto intelligente, casalinga, fin troppo permissiva e paziente nei confronti dell'esuberante marito, ma alla fine sempre pronta a perdonarlo.
- Dana (stagioni 1-7, guest 8), interpretata da Kimberly Williams-Paisley, doppiata da Barbara De Bortoli.[6]
È la sorella minore di Cheryl, una ragazza carina e fin troppo sofisticata, che però, nonostante la bellezza oggettiva, viene sistematicamente lasciata da ogni suo ragazzo. Dana critica sempre Jim e a sua volta Jim non perde occasione per prenderla in giro ed ogni momento per loro è buono per lanciarsi delle velenose frecciatine, ma in fondo si vogliono bene.
- Andrew "Andy" (stagioni 1-8), interpretato da Larry Joe Campbell, doppiato da Luigi Ferraro.
È il fratello minore di Cheryl e il miglior amico di Jim. I due passano molto tempo assieme, sia al lavoro, essendo Andy un architetto nella impresa di costruzioni del cognato, sia nel resto della giornata, come per le prove della loro band. Inevitabilmente, Andy e Jim finiscono sempre per dar vita a qualche guaio. È single e non ha molto successo con le donne, sia per la sua mole fisica, sia per i suoi interessi prettamente nerd.

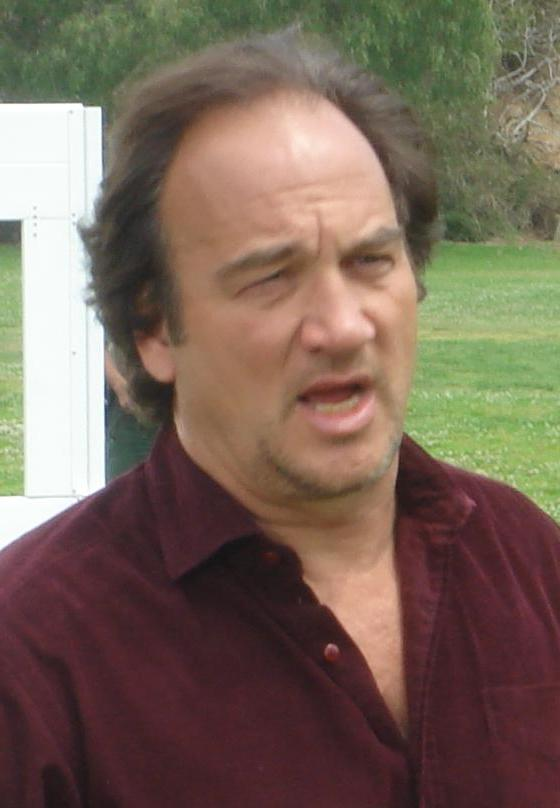
James Belushi interpreta Jim
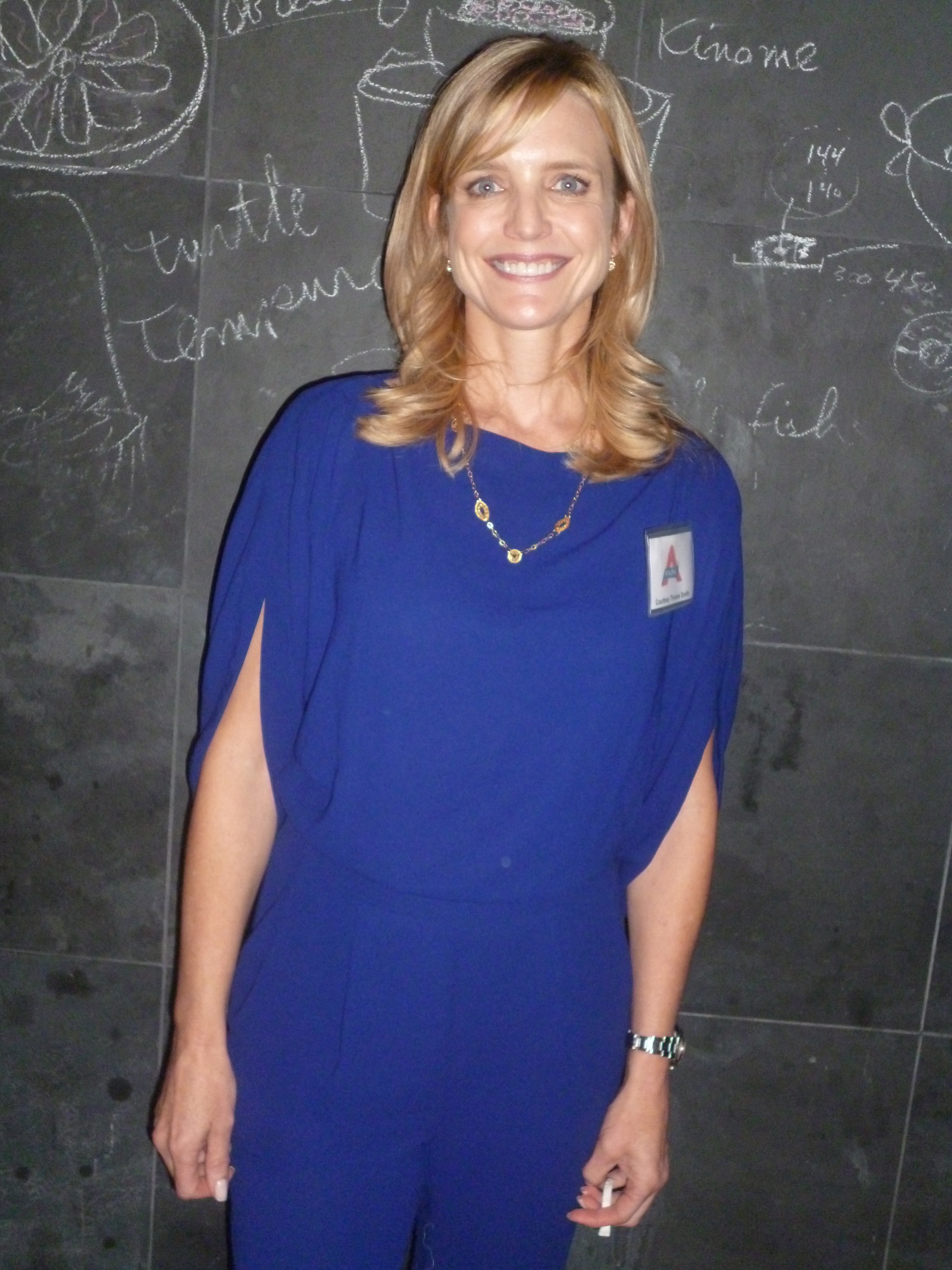
Courtney Thorne-Smith interpreta Cheryl
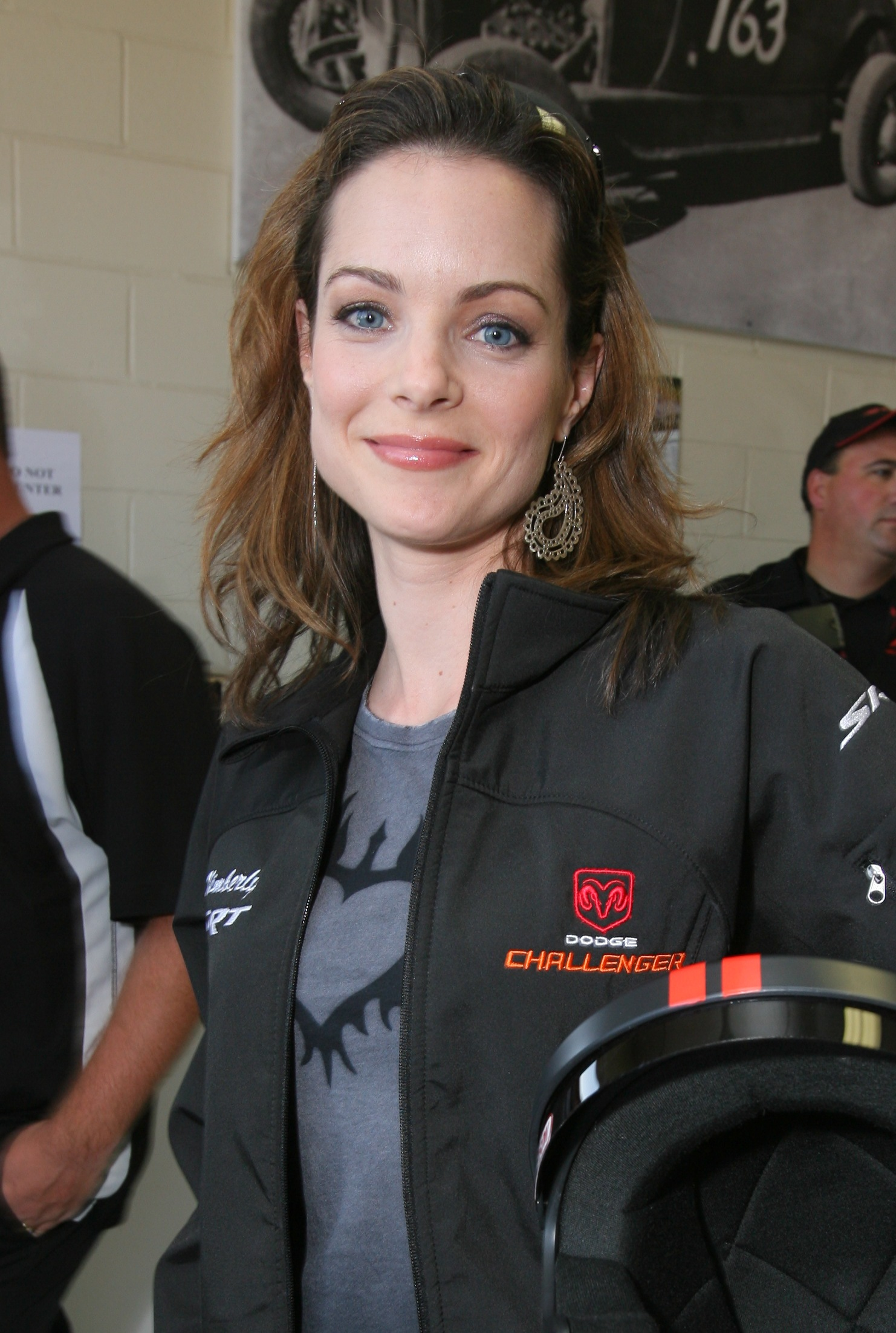
Kimberly Williams-Paisley interpreta Dana
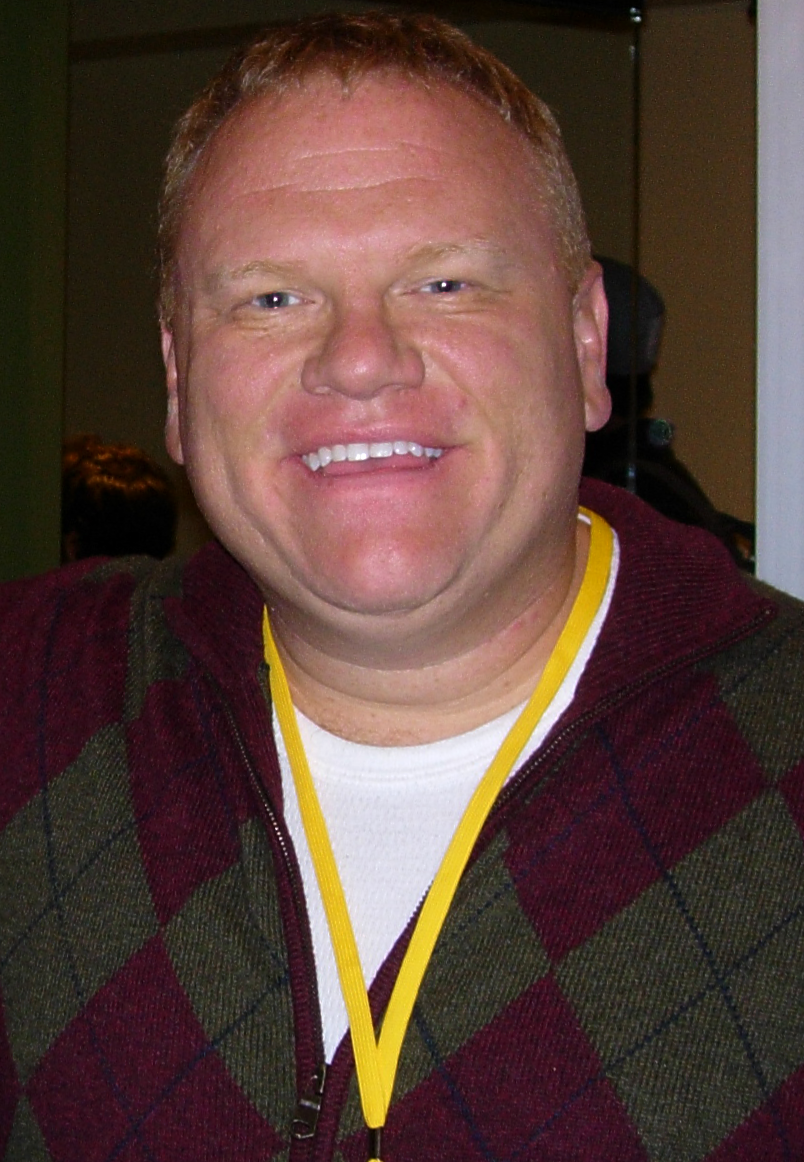
Larry Joe Campbell interpreta Andy

## Colonna sonora
Lo stesso James Belushi si è occupato, tra l'altro, di curare la colonna sonora de La vita secondo Jim, a carattere blues. Il tema musicale della sitcom è stato scritto da Belushi insieme a Glen Clark, mentre le musiche degli episodi sono suonate da lui stesso insieme alla sua band musicale, i Sacred Hearts.

## Citazioni e riferimenti
- Gracie e Ruby, le figlie di Jim e Cheryl, sono chiamate come le figlie del co-creatore della serie Jonathan Stark.
- Nell'episodio La ricevuta della prima stagione, Jim racconta alla moglie che il loro lettore DVD si è rotto proprio mentre stava guardando Danko, lodando peraltro la pellicola: il film Danko venne interpretato dallo stesso Belushi assieme ad Arnold Schwarzenegger.
- Nella prima stagione Cheryl ha un gatto di nome Mr. Feeney (regalatole da un suo ex fidanzato): David Feeney è uno degli sceneggiatori e produttori della serie.
- Sempre nella prima stagione Jim regala a Ruby e Gracie un cane, che chiama Gary Sinise.
- In varie occasioni i protagonisti si recano in un supermercato chiamato "Dibai's Market" o in un centro commerciale chiamato "Dibai Store": Nastaran Dibai è uno dei produttori esecutivi della serie.
- Il secondo nome di Ruby è Tuesday, tributo all'omonima canzone dei Rolling Stones, Ruby Tuesday.
- Il titolo originale dell'episodio Vestito per uccidermi della quarta stagione (Dress to Kill Me) fa riferimento, oltre che alla trama dello stesso, all'album Dressed to Kill dei Kiss: infatti Jim e Andy, durante la festa di Halloween, si travestono proprio come i componenti della band. Inoltre vi è una discussione tra i due riguardo al testo di una canzone dei Kiss presente nello stesso album sopracitato (Rock and Roll All Nite): Andy crede erroneamente che il verso della canzone dica «Rock and Roll all night and part of every day» («Rock and Roll tutta la notte e parte di ogni giorno»), anziché «Rock and Roll all night and party every day» («Rock and Roll tutta la notte e festa tutto il giorno»).
- In alcuni episodi viene citata la Sears Tower di Chicago.
- Nell'episodio Coach Jim della sesta stagione vi è un dialogo in palestra tra Jim e la figlia Gracie in cui la bambina dice di non volersi allenare, e nel farlo ripete le esatte parole utilizzate da Allen Iverson in una famosa intervista in cui gli si chiedeva perché non si allenasse.
- Nell'episodio L'uomo ideale della sesta stagione, Jim commenta i capelli raccolti di Cheryl dicendole che sono «troppo Melrose Place». Proprio la Thorne-Smith ha recitato nelle prime cinque stagioni della suddetta serie.[7]
- Ancora nell'episodio L'uomo ideale, Jim, sfogliando la guida dei programmi, dice ad Andy che rimarranno a casa a vedere The Blues Brothers. Il film è interpretato dal fratello maggiore di Jim Belushi, John Belushi, e da Dan Aykroyd, grande amico di Jim e personaggio ricorrente in La vita secondo Jim.[7]

## Trasmissione internazionale
| Nazione              | Titolo               | Rete televisiva               |
| -------------------- | -------------------- | ----------------------------- |
| Albania              | Sipas Xhimit         | Klan Tv                       |
| Arabia Saudita       | According to Jim     | MBC 4, Dubai One              |
| Argentina            | According to Jim     | Sony Entertainment Television |
| Australia            | According to Jim     | Seven Network, FOX8           |
| Austria              | Jim hat immer Recht! | ORF1                          |
| Belgio               | According to Jim     | VT4                           |
| Bosnia ed Erzegovina | Svijet po Džimu      | BHT                           |
| Brasile              | O Jim é assim        | SBT, Sony                     |
| Bulgaria             | Питайте Джим         | bTV                           |
| Canada               | According to Jim     | CTV                           |
| Colombia             | According to Jim     | Sony Entertainment Television |
| Croazia              | Svijet prema Jimu    | HRT                           |
| Rep. Ceca            | Svět podle Jima      | TV Prima                      |
| Danimarca            | According to Jim     | TV3+ Denmark                  |
| Egitto               | According to Jim     | Channel 2, Mix One            |
| Emirati Arabi Uniti  | According to Jim     | Dubai One                     |
| Finlandia            | Perheen kalleudet    | MTV3                          |
| Germania             | Immer wieder Jim     | Disney Channel, RTL II        |
| India                | According to Jim     | STAR World                    |
| Israele              | החיים לפי ג'ים       | Xtra Hot                      |
| Italia               | La vita secondo Jim  | Disney Channel, Italia 1, Fox |
| Lettonia             | Džima Dēļ            | LNT                           |
| Macedonia del Nord   | Како ќе каже Џим     | A1                            |
| Maldive              | According to Jim     | STAR World                    |
| Norvegia             | According to Jim     | TV3                           |
| Nuova Zelanda        | According to Jim     | TV2                           |
| Paesi Bassi          | According to Jim     | SBS 6                         |
| Polonia              | Jim wie lepiej       | Comedy Central, TV Puls       |
| Regno Unito          | According to Jim     | Living                        |
| Russia               | Как сказал Джим      | STS                           |
| Spagna               | El mundo según Jim   | La Sexta                      |
| Sudafrica            | According to Jim     | SABC 2, SABC 3                |
| Svezia               | Jims Värld           | TV3                           |
| Svizzera             | La vita secondo Jim  | RSI LA1                       |
| Stati Uniti          | According to Jim     | ABC, TBS                      |
| Thailandia           | According to Jim     | True Series, STAR World       |
| Turchia              | According to Jim     | CNBC-e                        |
| Ucraina              | Як сказав Джим       | Novyi Kanal                   |